# Grand Prix Velké Británie 1985

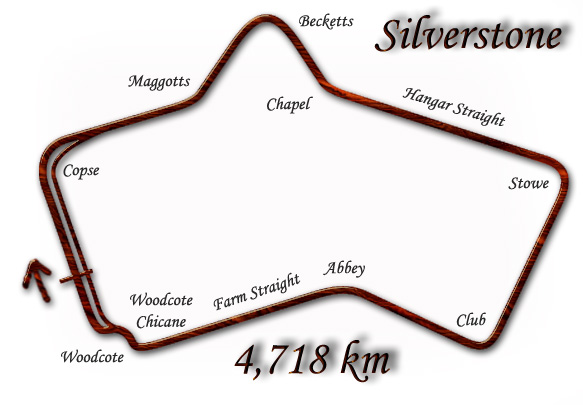

Grand Prix Velké Británie XXXVIII Marlboro British Grand Prix
- 21. červen 1985
- Okruh Silverstone
- 65 kol x 4,719 km = 306,735 km
- 412. Grand Prix
- 19. vítězství Alaina Prosta
- 45. vítězství pro McLaren

## Výsledky
| Pozice | Jezdec             | Vůz             | Čas            |
| ------ | ------------------ | --------------- | -------------- |
| 1      | Alain Prost        | McLaren MP4/2B  | 1h18:10,436    |
| 2      | Michele Alboreto   | Ferrari 156/85  | á 1 kolo       |
| 3      | Jacques Laffite    | Ligier JS25     | á 1 kolo       |
| 4      | Nelson Piquet      | Brabham BT54    | á 1 kolo       |
| 5      | Derek Warwick      | Renault RE60B   | á 1 kolo       |
| 6      | Marc Surer         | Brabham BT54    | á 2 kola       |
| 7      | Martin Brundle     | Tyrrell 014     | á 2 kola       |
| 8      | Gerhard Berger     | Arrows A8       | á 2 kola       |
| 9      | Riccardo Patrese   | Alfa Romeo 185T | á 3 kola       |
| 10     | Ayrton Senna       | Lotus 97T       | á 5 kol        |
| 11     | Stefan Bellof      | Tyrrell 012     | á 6 kol        |
| Kolo   | Odstoupili         | -               | -              |
| 57     | Niki Lauda         | McLaren MP4/2B  | Elektrika      |
| 57     | Thierry Boutsen    | Arrows A8       | Hodiny         |
| 41     | Andrea de Cesaris  | Ligier JS25     | Spojka         |
| 38     | Pierluigi Martini  | Minardi M185    | Rozvody        |
| 37     | Elio de Angelis    | Lotus 97T       | Neklasifikován |
| 28     | Manfred Winkelhock | RAM 03          | Turbo          |
| 21     | Keke Rosberg       | Williams FW10   | Výfuk          |
| 17     | Nigel Mansell      | Williams FW10   | Spojka         |
| 17     | Eddie Cheever      | Alfa Romeo 185T | Turbo          |
| 6      | Jonathan Palmer    | Zakspeed 841    | Motor          |
| 4      | Teo Fabi           | Toleman TG185   | Rozvody        |
| 1      | Stefan Johansson   | Ferrari 156/85  | Nehoda         |
| 0      | Patrick Tambay     | Renault RE60B   | Nehoda         |
| 0      | Philippe Alliot    | RAM 03          | Nehoda         |
| 0      | Piercarlo Ghinzani | Osella FA1G     | Nehoda         |

### Nejrychlejší kolo
- Alain PROST McLaren TAG Porsche 	1'09886 – 243.087 km/h

### Vedení v závodě
- 1-57 kolo Ayrton Senna
- 58 kolo Alain Prost
- 59 kolo Ayrton Senna
- 60-65 kolo Alain Prost

### Postavení na startu
| 1. řada  | 1                  | 2                  |
|          | Keke Rosberg       | Nélson Piquet      |
|          | Williams           | Brabham            |
|          | 1'05.591           | 1'06.249           |
| 2. řada  | 3                  | 4                  |
|          | Alain Prost        | Ayrton Senna       |
|          | McLaren            | Lotus              |
|          | 1'06.308           | 1'06.324           |
| 3. řada  | 5                  | 6                  |
|          | Nigel Mansell      | Michele Alboreto   |
|          | Williams           | Ferrari            |
|          | 1'06.675           | 1'06.793           |
| 4. řada  | 7                  | 8                  |
|          | Andrea de Cesaris  | Elio de Angelis    |
|          | Ligier             | Lotus              |
|          | 1'07.448           | 1'07.581           |
| 5. řada  | 9                  | 10                 |
|          | Teo Fabi           | Niki Lauda         |
|          | Toleman            | McLaren            |
|          | 1'07.678           | 1'07.743           |
| 6. řada  | 11                 | 12                 |
|          | Stefan Johansson   | Derek Warwick      |
|          | Ferrari            | Renault            |
|          | 1'07.887           | 1'08.238           |
| 7. řada  | 13                 | 14                 |
|          | Patrick Tambay     | Riccardo Patrese   |
|          | Renault            | Alfa Romeo         |
|          | 1'08.240           | 1'08.384           |
| 8. řada  | 15                 | 16                 |
|          | Marc Surer         | Jacques Laffite    |
|          | Brabham            | Ligier             |
|          | 1'08.587           | 1'08.656           |
| 9. řada  | 17                 | 18                 |
|          | Gerhard Berger     | Manfred Winkelhock |
|          | Arrows             | RAM                |
|          | 1'08.672           | 1'09.114           |
| 10. řada | 19                 | 20                 |
|          | Thierry Boutsen    | Martin Brundle     |
|          | Arrows             | Tyrrell            |
|          | 1'09.131           | 1'09.242           |
| 11. řada | 21                 | 22                 |
|          | Philippe Alliot    | Eddie Cheever      |
|          | RAM                | Alfa Romeo         |
|          | 1'09.609           | 1'10.345           |
| 12. řada | 23                 | 24                 |
|          | Pierluigi Martini  | Jonathan Palmer    |
|          | Minardi            | Zakspeed           |
|          | 1'13.645           | 1'13.713           |
| 13. řada | 25                 | 26                 |
|          | Piercarlo Ghinzani | Stefan Bellof      |
|          | Osella             | Tyrrell            |
|          | 1'16.400           | 1'16.596           |
| -------- | ------------------ | ------------------ |

### Zajímavosti
- Mark Surer startoval v 75 GP
- Keke Rosberg zajel nejrychlejší pole positions v historii 258,983 km/h.